# Атанас Русенов
Атанас Русенов Атанасов (Страхил) е български партизанин.

## Биография
Атанас Русенов е роден на 30 април 1925 г. в с. Дренов, Ловешко. Основно образование завършва в родното си село. Учи в Държавно смесено педагогическо училище „Цар Борис III“ (Ловеч). Тук е активен член на РМС.
Участва в Съпротивителното движение по време на Втората световна война. Ятак на Народна бойна дружина „Чавдар“. В VIII гимназиален клас на 18-годишна възраст заплашен от полицейски арест преминава в нелегалност. Партизанин от Партизански отряд „Христо Кърпачев“ (1943).
По време на зимната правителствен офанзива участва през януари 1944 г. в боевете на I чета. Откъсва се от четата и загива в престрелка с полицейско подразделение заедно с Димитър Найденов в местността „Ментов мост“ край село Драгана.